# Krigsåret 1783

## Pågående krig
- Amerikanska revolutionskriget (1775-1783)[1]
  - Storbritannien på ena sidan.
  - USA, Frankrike med flera på andra sidan.

- Fjärde anglo-nederländska kriget (1780-1784)[2]
  - Storbritannien på ena sidan.
  - Nederländerna, Frankrike med flera på andra sidan.

- Indiankrigen (1622-1918)
  - Diverse stater i Amerika på ena sidan
  - Diverse indainstammar på andra sidan

## Händelser

### September

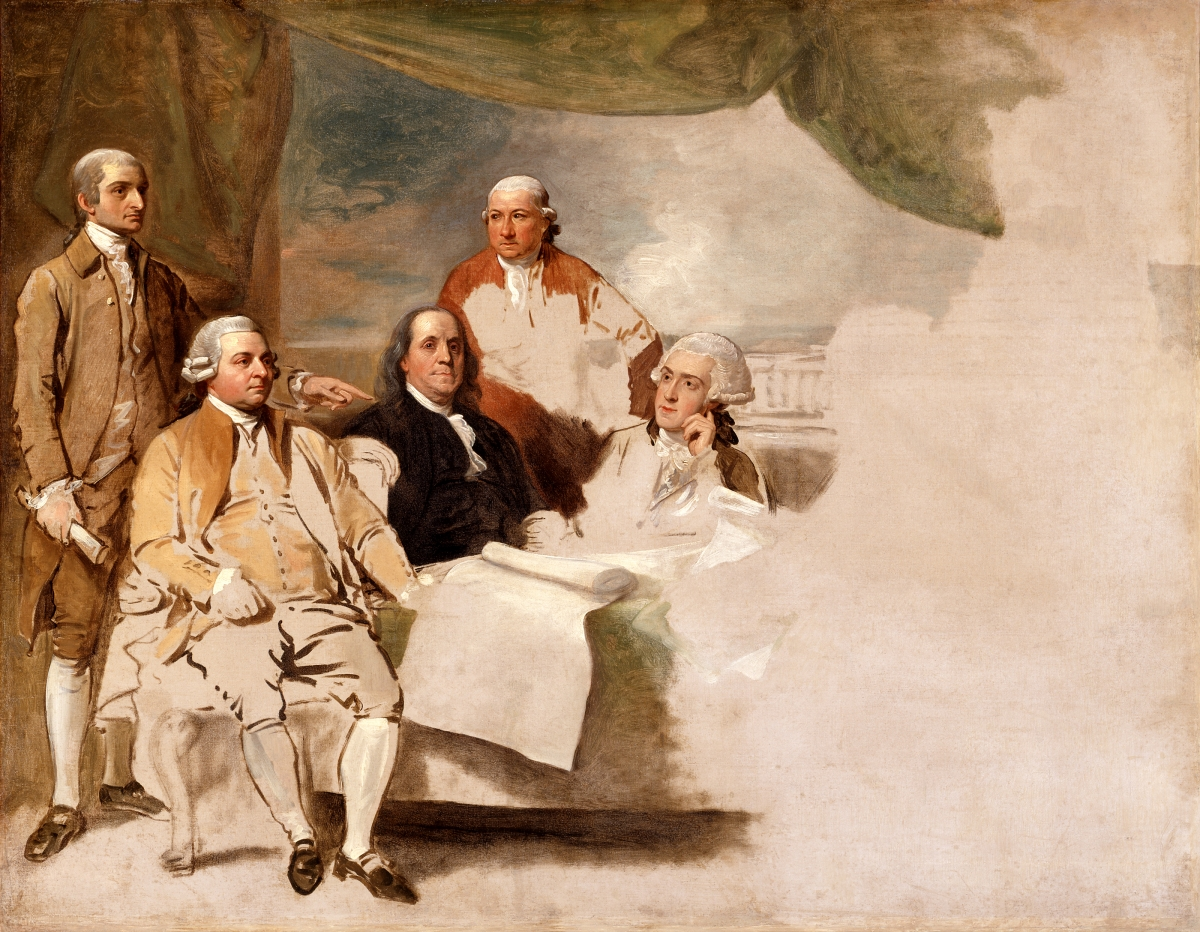
Parisavtalet.

- 3 september - Storbritannien erkänner USA:s självständighet genom det så kallade Parisavtalet.

## Födda
- 18 mars – Carl af Forsell, svensk kartograf, statistiker, överste och publicist.
- 4 juli – Alexander von Benckendorff, rysk greve och general.
- 27 september – Agustín de Iturbide, mexikansk politiker och militär.

## Avlidna
- 22 mars – Franz Leopold von Nádasdy, österrikisk fältmarskalk.
- 9 april – Christian Conrad Danneskiold-Laurvig, dansk amiral och greve.
- 28 april – Eyre Coote, brittisk general.

### Fotnoter
1. ↑  ”World Statesmen”. http://www.worldstatesmen.org/WARS.html. Läst 28 juni 2011.
2. ↑  ”WHKMLA”. http://www.zum.de/whkmla/military/18cen/anglodutch4.html. Läst 30 juni 2011.